# Hôpital cardiovasculaire et pneumologique Louis-Pradel
L'hôpital Louis Pradel aussi appelé Cardio est un hôpital des hospices civils de Lyon situé à Bron dans la Métropole de Lyon, dans le groupement hospitalier Est. C'est le principal centre cardiologique de la région Auvergne-Rhône-Alpes. Il compte près de 760 lits dont environ 260 dédiés à la chirurgie. Le site est relié à l'hôpital neurologique et neurochirurgical Pierre-Wertheimer. Un centre de médecine nucléaire se situe à proximité.

## Histoire
L'hôpital est construit en 1969. Il est inauguré le 24 avril 1970 par Jacques Chaban-Delmas, le Premier ministre de l'époque. Il est nommé en l'honneur de Louis Pradel le 22 décembre 1976.
En 2015, l'hôpital est mis en travaux dans le cadre d'une rénovation intégrale du bâtiment pour une durée de 6 ans pour un coût de 77 millions d'euros dont 55 millions pris en charge par l'État et 25,5 millions par les hospices civils de Lyon.

### Ouvrages généraux
- Patrice Béghain, Bruno Benoit, Gérard Corneloup et Bruno Thévenon (coord.), Dictionnaire historique de Lyon, Lyon, Stéphane Bachès, 2009, 1054 p. (ISBN 978-2-915266-65-8, BNF 42001687).
- Alain Bouchet, René Mornex et Danielle Gimenez, Les hospices civils de Lyon: histoire de leurs hôpitaux, Lyon, Éd. lyonnaise d'art et d'histoire, 2002 (ISBN 978-2-84147-131-7).